# Cephalolobus lavali
Cephalolobus lavali is een soort in de taxonomische indeling van de Myzozoa, een stam van microscopische parasitaire dieren. Het organisme komt uit het geslacht Cephalolobus en behoort tot de familie Cephalolobidae. Cephalolobus lavali werd in 1975 ontdekt door Theodorides & Desportes.